# Pocket sunrise
Pocket Sunrise est un groupe de musique funk-pop originaire d'Amiens (France). Actif sur la scène locale, le collectif se distingue par une énergie communicative et une devise affirmée : « Funk is not dead ». Le groupe revisite des standards musicaux en y insufflant groove et bonne humeur, tout en proposant des compositions originales.

## Historique
Pocket Sunrise s'est formé à Amiens au cours des années 2020 autour de musiciens partageant une passion commune pour le funk et la pop. Depuis sa création, le groupe se produit régulièrement dans des bars, festivals et lieux culturels de la métropole amiénoise et de ses environs.

## Style musical
Le style de Pocket Sunrise repose sur une fusion entre la pop et le funk, caractérisée par des rythmiques dansantes, des lignes de basse marquées et une atmosphère festive. Leur slogan, « Let's funk the pop », illustre cette volonté de moderniser et d’ouvrir le funk à un large public.

## Membres
Les membres incluent :  
- Chant    : Charlie Dvl, Shïny Boddaert
- Guitare  : Philippe Rouselle
- Basse    : Bastien Plateau
- Batterie : Garcia Etoa Ottou
- Claviers : Herve Mabille

## Concerts et événements notables
Le groupe a participé à plusieurs événements locaux et régionaux, parmi lesquels :  
- ENZIC Day à Villers-Bretonneux (2025)
- Concert à l’Île aux Fruits, Amiens (8 mai 2025)[4]
- Café Couleurs d’Antan, Thézy-Glimont (23 août 2024 et 14 juin 2025)[5]
- Ailly-sur-Noye (14 juillet 2024)[6]
- My Goodness, Amiens (19 octobre 2024)[7]
- Amiens Cable Park (22 juin 2025)[8]
- Estrées-sur-Noye (24 août 2025)[9]

## Réception
Pocket Sunrise est reconnu dans la scène amiénoise pour sa capacité à animer des événements conviviaux et festifs, et pour créer une proximité forte avec le public.  